# 陳瑞 (成化戊戌進士)
陳瑞（1444年—1503年），字廷珪，四川重慶府忠州人，民籍，明朝政治人物。

## 生平
四川鄉試第五十九名舉人，成化十四年（1478年）中式戊戌科會試第一百八名，三甲第一百三十一名進士。任光祿寺少卿。

## 家族
曾祖陳仁可；祖父陳應榮；父陳鑑，母向氏。慈侍下。兄陳瓊、陳瑛。